# Wayde van Niekerk
Wayde van Nickerk (Kraaifontein, Cape Town, 15. srpnja, 1992.JAR) je južnoafrički sprinter, svjetski i olimpijski rekorder u utrci na 400 metara. Osvajač je zlata na Olimpijskim igrama 2016. u brazilskom Rio de Janeiru te dva uzastopna svjetska zlata na 400 metara. 
Prvi je atletičar koji je otrčao 100 metara za manje od 10, 200 za manje od 20 i 400 za manje od 44 sekunde.
Nosio je južnoafričku zastavu na otvaranju Olimpijskih igara 2016. u Brazilu, na kojima je s 24 godine i 30 dana starosti srušio rekord Amerikanca Michaela Johnsona, legende utrke na 400 metara, koji je rekord postavio 17 godina prije na Svjetskom prvenstvu održanom u španjolskoj Sevilli. Godinu dana kasnije, Nickerck je srušio i Johnsonov rekord na 300 metara iz 2000. godine.
Tri uzastopne godine, od 2015. do 2017., držao je najbolji rezultat sezone na 400 metara u svijetu.
Drži i afrički i južnoafrički rekord na 400 metara.